# Буръёль (приток Денисовки)
Буръёль (устар. Бур-Ёль) — река в России, протекает по Республике Коми. Устье реки находится в 5 км по левому берегу реки Денисовка. Длина реки составляет 15 км.

## Данные водного реестра
По данным государственного водного реестра России относится к Двинско-Печорскому бассейновому округу, водохозяйственный участок реки — Печора от впадения реки Уса до водомерного поста Усть-Цильма, речной подбассейн реки — бассейны притоков Печоры ниже впадения Усы. Речной бассейн реки — Печора.
Код водного объекта в государственном водном реестре — 03050300112103000074314.